# Wapen van Hemiksem
Het wapen van Hemiksem werd op 1839 aan de Antwerpse gemeente Hemiksem toegekend. In 1989 bevestigde de gemeente haar keuze voor dit wapen.

## Geschiedenis
Hemiksem kreeg het wapen voor het eerst op 18 juni 1839 toegekend. Dit wapen is gelijk aan dat van de familie Schilder. Het werd toegekend naar aanleiding van het voorstel van burgemeester de Pret, hij was verwant aan de familie Schilder.
De Vlaamse Heraldische Raad adviseerde de gemeente om een nieuw wapen aan te nemen, omdat het oude wapen van Schilder zwak historisch gefundeerd is. De familie Schilder is nooit echt heer van Hemiksem geweest. Schilder bezat slechts enkele heerlijke rechten en gaf ze in 1749 vrijwillig terug aan de vorst.. De raad stelde voor om het wapen van de abdij van Clairvaux aan te nemen: in zwart, een geschaakte schuinbalk van rood en zilver. Dit wapen verwijst naar de Sint-Bernardsabdij, die ressorteerde onder de abdij van Clairvaux. De abdij bezat wel degelijk de heerlijke rechten in Hemiksem op verschillende tijdstippen, en het wapen van Clairvaux is terug te vinden op verschillende schepenzegels uit 1460, 1617, 1629, 1634 en 1726..
De gemeente besloot uiteindelijk om het wapen niet te laten vervangen, wel is de blazoenering gemoderniseerd.

## Blazoenering
De oorspronkelijke blazoenering van het wapen luidt als volgt:
Een zilver veld met twee blauwe staeken en eenen rooden trapvormigen band, waer boven dry zwarte meerletjes geplaetst op het zilver veld, het schild gedekt met eenen helm met eene gulden kroon, witte en blauwe helmdekken waerop eenen haen naer het leven.
De moderne (niet door de gemeente aangenomen) blazoenering van het wapen luidt als volgt:
In zilver twee palen van lazuur, met een hoekige dwarsbalk van keel over alles heen, vergezeld in het schildhoofd van drie mereltjes van sabel, op het zilver geplaatst. Het schild getopt met een helm van zilver, getralied, gehalsband, omboord en gekroond van goud, gevoerd en gehecht van keel, met dekkleden van zilver en van lazuur. Helmteken: een haan van natuurlijke kleur. Wapenspreuk: OMNIS VITA LABOR in letters van sabel op een lint van zilver.